# Mayesbrook Park
Le Mayesbrook Park est un parc public de 43 hectares situé à Dagenham, dans le borough londonien de Barking et Dagenham. Il appartient et est administré par le conseil municipal. L'extrémité sud, qui est principalement un grand lac, est une réserve naturelle locale.   
Le parc, inauguré en 1934, comprend un parking, une aire de jeux pour enfants, des terrains de football, un terrain de cricket, un pavillon, une piste d’athlétisme, des terrains de tennis, un terrain de basket et des lacs.  

L'extrémité sud comprend deux grands lacs riches en faune, en forêts récemment plantées et en prairies.   

## Vues

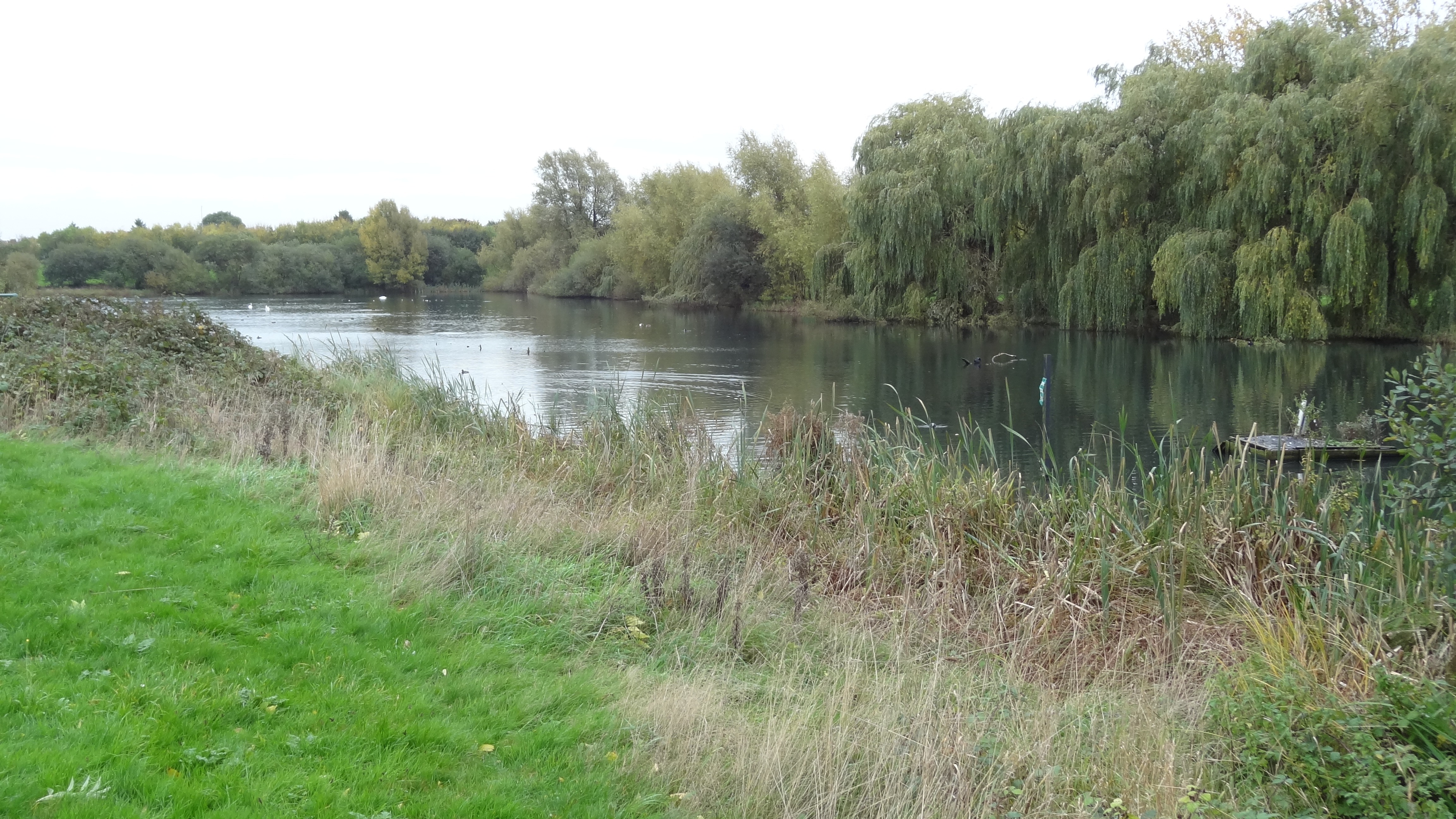
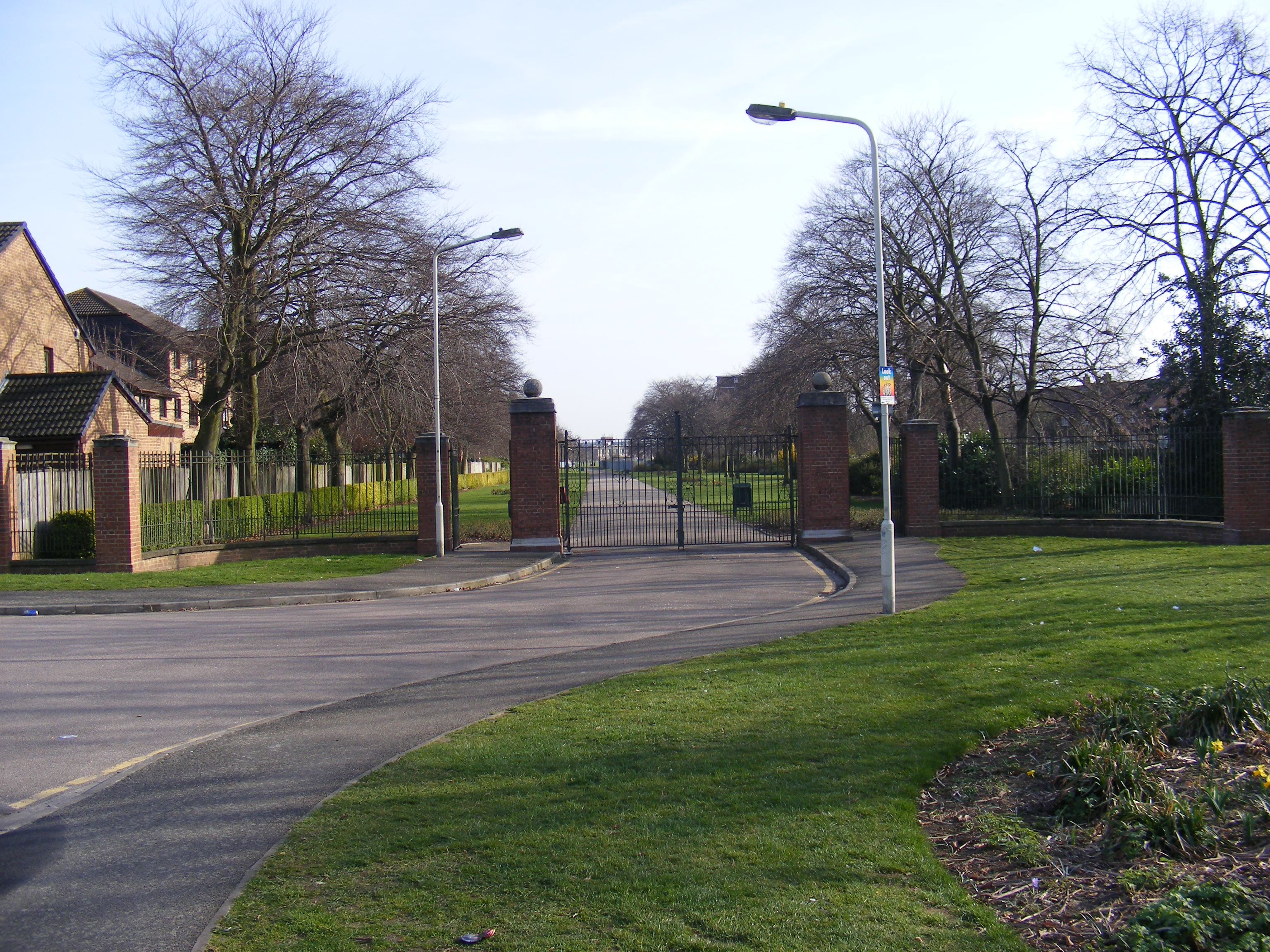
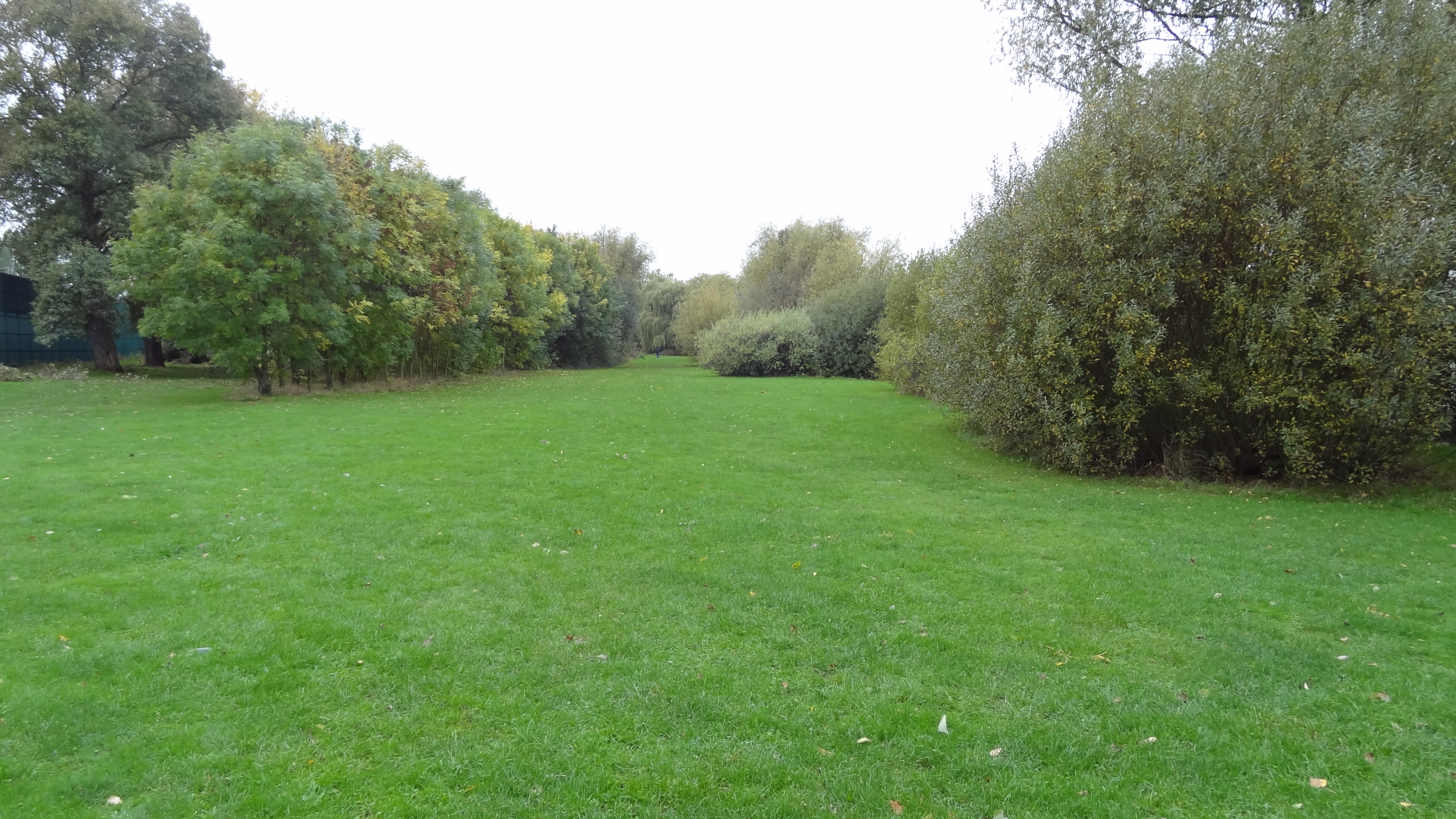
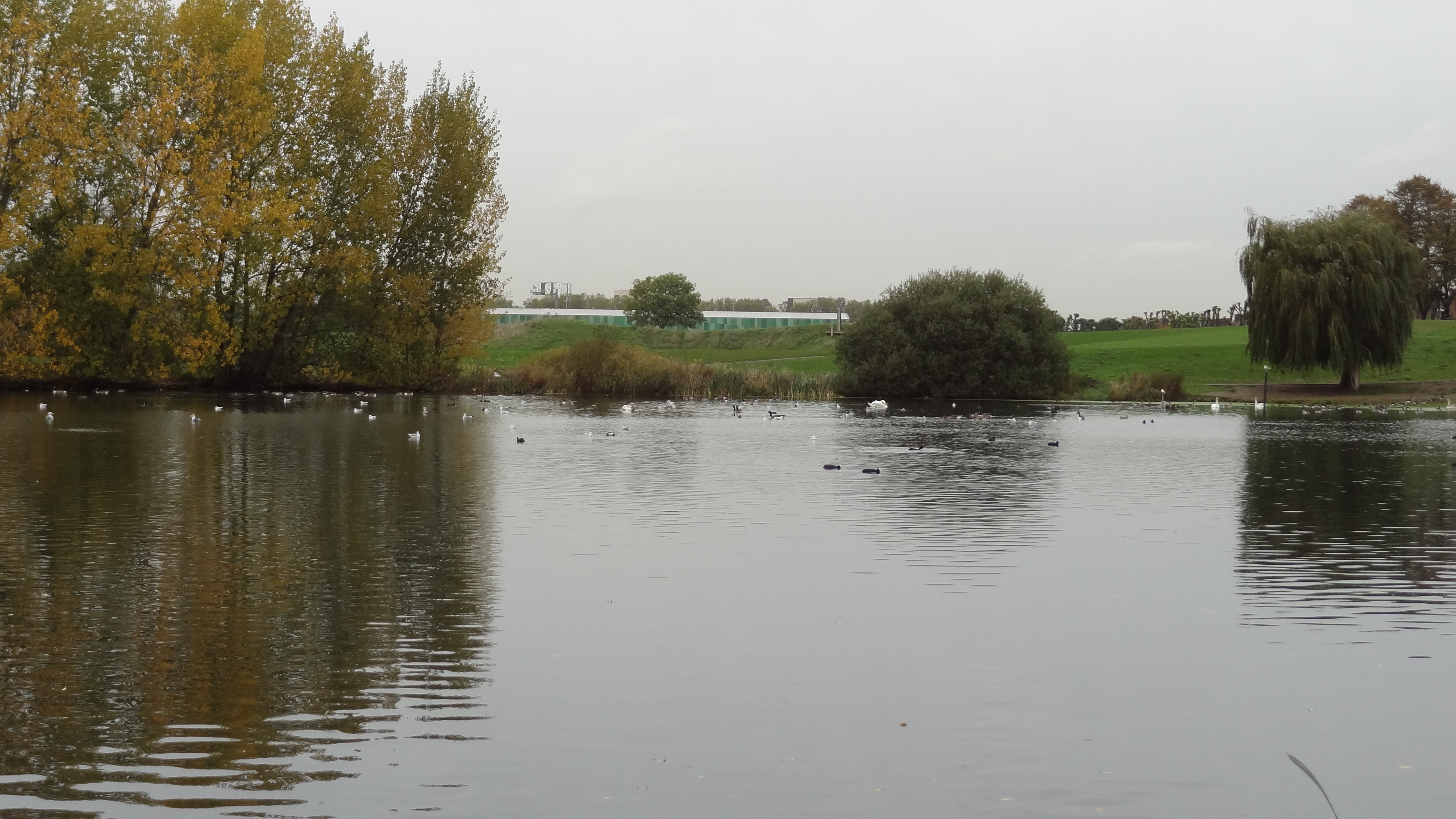